# Cladonia furfuracea
Cladonia furfuracea är en lavart som beskrevs av Vain. Cladonia furfuracea ingår i släktet Cladonia och familjen Cladoniaceae.   Inga underarter finns listade i Catalogue of Life.